# Lợn vòi Kabomani
Lợn vòi Kabomani (danh pháp khoa học: Tapirus kabomani) là một trong năm loài lợn vòi còn tồn tại. Đây là loài lợn vòi nhỏ nhất trong năm loài còn tồn tại, nhỏ hơn cả loài lợn vòi nhỏ nhất người ta từng biết, lợn vòi núi. Loài này được phát hiện ở rừng mưa Amazon và đã được thông báo năm 2013. Đây là loài động vật guốc lẻ đầu tiên được phát hiện trong một trăm năm qua tính đến 2013. Với trọng lượng 110 kg, đây là loài lợn vòi nhỏ nhất, so với lợn vòi núi cân nặng từ 150 đến 225 kg. Tapirus kabomani dài khoảng 130 cm và cao tính đến vai 90 cm.